# 64. Infanterie-Brigade (6. Königlich Sächsische)
Die 64. Infanterie-Brigade (6. Königlich Sächsische) war ein Großverband der Sächsischen Armee, die nach Artikel 63 Absatz 1 der Reichsverfassung vom 16. April 1871 rechtlich eigenständig war und ihre Truppen in die Preußische Armee einordnete.

## Geschichte
Mit dem Inkrafttreten des Militärgesetzes vom 11. März 1887 wurden in Preußen mehrere Militärverbände neu errichtet, darunter die 64. Infanterie-Brigade mit Sitz in Dresden.
Sie war bis zum 1. April 1915 Teil der 32. Division, die ihr Kommando in der Dresdner Albertstadt hatte und dem XII. Armee-Korps mit Sitz in Dresden zugeordnet war.
Vom 1. April 1915 bis zum Kriegsende war sie der 123. Infanterie-Division, die am 20. März 1915 aufgestellt wurde, unterstellt und erhielt die Bezeichnung 245. Infanterie-Brigade.

### Gliederung
1887–1889
- Schützen-(Füsilier-)Regiment „Prinz Georg“ (Königlich Sächsisches) Nr. 108
- Kgl. Sächs. 1. Jäger-Bataillon Nr. 12
- Kgl. Sächs. 2. Jäger-Bataillon Nr. 13
- Kgl. Sächs. 3. Jäger-Bataillon Nr. 15
- 11. Sächs. Landwehr-Regiment Nr. 139
- Sächs. Reserve Landwehr-Bataillon Nr. 108

1889–1898
- Wie zuvor, aber ohne Landwehr-Einheiten

1899–1912
- Kgl. Sächs. Schützen (Füsilier)-Regiment Prinz Georg Nr. 108
- Kgl. Sächs. 1. Jäger-Bataillon Nr. 12
- Kgl. Sächs. 2. Jäger-Bataillon Nr. 13

1913
- Kgl. Sächs. 12. Infanterie-Regiment Nr. 177
- Kgl. Sächs. 13. Infanterie-Regiment Nr. 178
- Kgl. Sächs. 2. Jäger-Bataillon Nr. 13

1914
- Kgl. Sächs. 12. Infanterie-Regiment Nr. 177
- Kgl. Sächs. 13. Infanterie-Regiment Nr. 178
- Kgl. Sächs. 1. Jäger-Bataillon Nr. 12

Kriegsgliederung bei Mobilmachung im August 1914
- Wie zuvor, ohne Jäger-Bataillon Nr. 12

Kriegsgliederung am 1. April 1915 (245. Brigade)
- Reserve-Infanterie-Regiment Nr. 106
- Infanterie-Regiment Nr. 178
- Infanterie-Regiment Nr. 182
- 1. Eskadron 1. Königlich Sächsisches Husaren-Regiment „König Albert“ Nr. 18
- 5. Eskadron 3. Königlich Sächsisches Husaren-Regiment Nr. 20
- Feldartillerie-Regiment Nr. 245
- Pionier-Kompanie Nr. 245

Kriegsgliederung vom 3. Juni 1918
- Reserve-Infanterie-Regiment Nr. 106
- Infanterie-Regiment Nr. 178
- Infanterie-Regiment Nr. 351
- 5. Eskadron 3. Königlich Sächsisches Husaren-Regiment Nr. 20

### Erster Weltkrieg
Die 245. Infanterie-Brigade war bis August 1916 an der Westfront eingesetzt und wurde dann an die Ostfront verlegt, wo sie bis zur Rückverlegung nach Frankreich Mitte November 1917 verblieb.
Zu den Kampfhandlungen, Gefechten und Schlachten siehe Gefechtschronologie der 123. Infanterie-Division.

### Brigadekommandeure
| Name                            | Datum                                  |
| ------------------------------- | -------------------------------------- |
| 64. Infanterie-Brigade          |                                        |
| Wilhelm von Minckwitz           | 1. April 1887 bis 5. November 1887     |
| Gottlob von Hodenberg           | 6. November 1887 bis 19. Mai 1890      |
| Curt von Raab                   | 20. Mai 1890 bis 6. April 1894         |
| Erwin von Minckwitz             | 7. April 1894 bis 18. April 1896       |
| Alexander Vitzthum von Eckstädt | 19. April 1896 bis 24. März 1899       |
| Richard von Schulz              | 25. März 1899 bis 24. Februar 1901     |
| Hans von Carlowitz              | 25. Februar 1901 bis 21. März 1902     |
| Karl Ludwig d’Elsa              | 22. März 1902 bis 3. September 1903    |
| Paul Vitzthum von Eckstädt      | 4. September 1903 bis 19. Oktober 1904 |
| Sylvio von Kospoth              | 20. Oktober 1904 bis 22. November 1905 |
| Felix Barth                     | 23. November 1905 bis 24. März 1907    |
| Egon von Schlieben              | 25. März 1907 bis 23. September 1910   |
| Adolph von Carlowitz            | 24. September 1910 bis 17. März 1912   |
| Bernhard von Watzdorf           | 18. März 1912 bis 24. März 1913        |
| Kurt Hempel                     | 25. März 1913 bis 26. März 1914        |
| Max Morgenstern-Döring          | 27. März 1914 bis 31. März 1915        |
| 245. Infanterie-Brigade         |                                        |
| Max Morgenstern-Döring          | 1. April 1915 bis 31. März 1916        |
| Max von Scheel                  | 1. April 1916 bis 22. Juli 1918        |
| Georg von Sachsen               | 23. Juli 1918 bis September 1918       |
| Georg Frotscher                 | September 1918 bis Kriegsende          |